# Spanskvicker
Spanskvicker (Vicia articulata) är en ärtväxtart som beskrevs av Jens Wilken Hornemann. Enligt Catalogue of Life ingår Spanskvicker i släktet vickrar och familjen ärtväxter, men enligt Dyntaxa är tillhörigheten istället släktet vickrar och familjen ärtväxter. Arten förekommer tillfälligt i Sverige, men reproducerar sig inte. Inga underarter finns listade i Catalogue of Life.